# Liste des circonscriptions législatives du Bas-Rhin
Le département français du Bas-Rhin est, sous la Cinquième République, constitué de huit circonscriptions législatives de 1958 à 1986, puis de neuf circonscriptions depuis le redécoupage de 1986, ce nombre étant maintenu lors du redécoupage de 2010, entré en application à compter des élections législatives de 2012. Leurs limites ont été redéfinies à cette occasion.

## Présentation
Par ordonnance du 13 octobre 1958 relative à l'élection des députés à l'Assemblée nationale, le département du Bas-Rhin est d'abord constitué de huit circonscriptions électorales.
Lors des élections législatives de 1986 qui se sont déroulées selon un mode de scrutin proportionnel à un seul tour par listes départementales, le nombre de sièges du Bas-Rhin a été porté de huit à neuf.
Le retour à un mode de scrutin uninominal majoritaire à deux tours en vue des élections législatives suivantes, a maintenu ce nombre de neuf sièges,, selon un nouveau découpage électoral.
Le redécoupage des circonscriptions législatives réalisé en 2010 et entrant en application à compter des élections législatives de juin 2012, a modifié la répartition des circonscriptions du Bas-Rhin, maintenant le nombre de neuf.

## Composition des circonscriptions

### Composition des circonscriptions de 1928 à 1940
De 1928 à 1940, le département du Bas-Rhin comprend neuf circonscriptions regroupant les cantons suivants :
- Erstein : Benfeld, Erstein, Geispolsheim, Obernai.
- Haguenau : Bischwiller, Haguenau, Niederbronn-les-Bains.
- Molsheim : Molsheim, Rosheim, Saales, Schirmeck, Wasselonne.
- Saverne : Bouxwiller, Drulingen, Marmoutier, La Petite-Pierre, Sarre-Union, Saverne.
- Sélestat : Barr, Marckolsheim, Sélestat, Villé.
- Strasbourg-Campagne : Brumath, Hochfelden, Schiltigheim, Truchtersheim.
- Strasbourg-Ville-1 : Strasbourg-Est, Strasbourg-Nord.
- Strasbourg-Ville-2 : Strasbourg-Ouest, Strasbourg-Sud
- Wissembourg : Lauterbourg, Seltz, Soultz-sous-Forêts, Wissembourg, Wœrth.

### Composition des circonscriptions de 1958 à 1986

Le découpage électoral du Bas-Rhin de 1958 à 1986.

À compter de 1958, le département du Bas-Rhin comprend huit circonscriptions regroupant les cantons suivants :
- 1re circonscription : Strasbourg-Nord, Strasbourg-Sud.
- 2e circonscription : Strasbourg-Est, Strasbourg-Ouest.
- 3e circonscription : Geispolsheim, Hochfelden, Schiltigheim, Truchtersheim.
- 4e circonscription : Barr, Benfeld, Erstein, Marckolsheim, Obernai, Sélestat.
- 5e circonscription : Molsheim, Rosheim, Saales, Schirmeck, Villé, Wasselonne.
- 6e circonscription : Bouxwiller, Drulingen, Marmoutier, La Petite-Pierre, Sarre-Union, Saverne.
- 7e circonscription : Lauterbourg, Niederbronn-les-Bains, Seltz, Soultz-sous-Forêts, Wissembourg, Wœrth.
- 8e circonscription :  Bischwiller, Brumath, Haguenau.

### Composition des circonscriptions de 1986 à 2010
À compter du découpage de 1986, le département du Bas-Rhin comprend neuf circonscriptions regroupant les cantons suivants :
- 1re circonscription : Strasbourg-I, Strasbourg-II, Strasbourg-IV, Strasbourg-IX.
- 2e circonscription : Strasbourg-III, Strasbourg-VII, Strasbourg-VIII, Strasbourg-X.
- 3e circonscription : Bischheim, Schiltigheim, Strasbourg-V, Strasbourg-VI.
- 4e circonscription : Geispolsheim, Illkirch-Graffenstaden, Mundolsheim, Truchtersheim.
- 5e circonscription : Barr, Benfeld, Erstein, Marckolsheim, Obernai (sauf commune d'Innenheim), Sélestat.
- 6e circonscription : Molsheim, Rosheim, Saales, Schirmeck, Villé, Wasselonne.
- 7e circonscription : Bouxwiller, Drulingen, Hochfelden, Marmoutier, La Petite-Pierre, Sarre-Union, Saverne.
- 8e circonscription : Lauterbourg, Niederbronn-les-Bains, Seltz, Soultz-sous-Forêts, Wissembourg, Wœrth.
- 9e circonscription : Bischwiller, Brumath, Haguenau.

### Composition des circonscriptions à compter de 2010
Depuis le nouveau découpage électoral, le département comprend neuf circonscriptions regroupant les cantons suivants :
- 1re circonscription : Strasbourg-I, Strasbourg-II, Strasbourg-IV, Strasbourg-VI (partie située au sud d'une ligne définie par l'axe de la route d'Oberhausbergen et à l'ouest d'une ligne définie par l'axe de la voie de chemin de fer de Hausbergen à Graffenstaden), Strasbourg-IX
- 2e circonscription : Strasbourg-III, Strasbourg-VII, Strasbourg-VIII, Strasbourg-X, commune d'Illkirch-Graffenstaden
- 3e circonscription : Bischheim, Schiltigheim, Strasbourg-V, Strasbourg-VI (partie située au nord d'une ligne définie par l'axe de la route d'Oberhausbergen et à l'est d'une ligne définie par l'axe de la voie de chemin de fer de Hausbergen à Graffenstaden), communes de Reichstett et Souffelweyersheim
- 4e circonscription : Geispolsheim, Mundolsheim (sauf communes de Reichstett et de Souffelweyersheim), Truchtersheim, communes de Lingolsheim et Ostwald
- 5e circonscription : Barr, Benfeld, Erstein, Marckolsheim, Sélestat, Villé
- 6e circonscription : Molsheim, Obernai, Rosheim, Saales, Schirmeck, Wasselonne
- 7e circonscription : Bouxwiller, Drulingen, Hochfelden, Marmoutier, La Petite-Pierre, Sarre-Union, Saverne.
- 8e circonscription : Bischwiller (sauf communes de Bischwiller, Oberhoffen-sur-Moder, Rohrwiller, Schirrhein, Schirrhoffen), Lauterbourg, Niederbronn-les-Bains, Seltz, Soultz-sous-Forêts, Wissembourg, Wœrth
- 9e circonscription : Vendenheim, Brumath, Haguenau, communes de Bischwiller, Oberhoffen-sur-Moder, Rohrwiller, Schirrhein, Schirrhoffen (issues du canton de Bischwiller)

À la suite du redécoupage des cantons de 2014, les circonscriptions législatives ne sont plus composées de cantons entiers mais continuent à être définies selon les limites cantonales en vigueur en 2010. Les circonscriptions sont ainsi composées des cantons actuels suivants :
- 1re circonscription : cantons de Strasbourg-1 (quartiers Centre-Ville et Finkwiller), Strasbourg-2, Strasbourg-3 (sauf quartier Cronenbourg), Strasbourg-4 (sauf quartier de la Robertsau) et Strasbourg-5 (quartiers Conseil des XV, Orangerie et Forêt-Noire).
- 2e circonscription : cantons de Strasbourg-1 (quartiers de la Krutenau et du Neudorf), Strasbourg-5 (quartiers de l'Esplanade et partie du Port du Rhin), et Strasbourg-6, commune d'Illkirch-Graffenstaden
- 3e circonscription : cantons de Strasbourg-3 (quartier Cronenbourg), Strasbourg-4 (quartier de la Robertsau) et Schiltigheim, communes d'Hœnheim, Reichstett et Souffelweyersheim.
- 4e circonscription : cantons d'Illkirch-Graffenstaden (sauf commune d'Illkirch-Graffenstaden), Hœnheim (sauf communes d'Hoenheim, Reichstett et Souffelweyersheim), Bouxwiller (23 communes) et Lingolsheim, commune de Duppigheim
- 5e circonscription : cantons d'Erstein, Mutzig (18 communes), Obernai (15 communes) et Sélestat
- 6e circonscription : cantons de Molsheim (sauf commune de Duppigheim), Mutzig (33 communes), Obernai (10 communes) et Saverne (7 communes)
- 7e circonscription : canton de Bouxwiller (29 communes), Ingwiller et Saverne (42 communes), communes de Niedermodern et commune déléguée de Pfaffenhoffen (Val-de-Moder)
- 8e circonscription : cantons de Bischwiller (15 communes), Reichshoffen (sauf commune de Niedermodern et commune déléguée de Pfaffenhoffen (Val-de-Moder)) et Wissembourg
- 9e circonscription : cantons de Bischwiller (6 communes), Brumath et Haguenau